# Maria Gajecka
Maria Gajecka z domu Binkowska (ur. 17 kwietnia 1922 w Zawierciu, zm. 18 grudnia 1991 tamże) – polska technik hutnik, działaczka związkowa, partyjna i społeczna. Posłanka na Sejm PRL V i VI kadencji, Naczelnik (1973–1975) i prezydent Zawiercia (1975–1982).

## Życiorys
Córka Józefa i Matyldy. Pracowała w Hucie „Zawiercie” od stanowiska robotnika (od 1945) po stanowisko dyrektora handlowego (w 1971). W latach 1951–1971 była członkinią prezydium Zarządu Głównego Związku Zawodowego Hutników, była przewodniczącą Komisji Socjalnej Centralnej Rady Związków Zawodowych.
W 1946 wstąpiła do Polskiej Partii Robotniczej, następnie do rozwiązania należała do Polskiej Zjednoczonej Partii Robotniczej. W latach 1958–1975 była przewodniczącą Wojewódzkiej Komisji Rewizyjnej PZPR w Katowicach, pełniła również funkcję członkini Centralnej Komisji Kontroli Partyjnej.
W latach 1973–1975 pełniła mandat naczelnika Zawiercia, a następnie do 1982 prezydenta. W latach 1969–1976 pełniła mandat posłanki na Sejm PRL V i VI kadencji, gdzie została wybrana wiceprzewodnicząca Komisji Pracy, Płacy i Spraw Socjalnych. Od 1983 do 1991 prezes Towarzystwa Miłośników Ziemi Zawierciańskiej.
Odznaczona Orderem Sztandaru Pracy I i II klasy, Brązowym, Srebrnym (1953) i Złotym (1956) Krzyżem Zasługi, Medalem 10-lecia Polski Ludowej (1954) oraz Złotą Odznaką „Zasłużony dla województwa katowickiego” oraz Medalem im. Ludwika Waryńskiego (1988). W plebiscycie „Najwybitniejsi Ślązacy i Zagłębiacy XX wieku” zajęła 39. miejsce.
Została pochowana na cmentarzu rzymskokatolickim w Zawierciu.